# جلال أكبري
جلال أكباري كيليشادي (من مواليد 5 يوليو 1983) هو لاعب كرة قدم إيراني. يلعب كظهير أيسر.